# Volvatella bermudae
Volvatella bermudae is een slakkensoort uit de familie van de Volvatellidae. De wetenschappelijke naam van de soort is voor het eerst geldig gepubliceerd in 1982 door K. B. Clark.